# Банкок Хилтън (минисериал)
„Банкок Хилтън“ (на английски: Bangkok Hilton) е австралийски драматичен минисериал от 1989 година на режисьора Кен Камерън.

## Сюжет
Внимание:  Текстът по-долу разкрива сюжета на произведението (или части от него)!
Епизод първи
През 60-те години на XX век в Сидни адвокатът Греъм Грийн се влюбва в Катрин Фокнър, която е живяла уединен живот в изолирана ферма за добитък. Между Греъм и Катрин избухва страстен роман, нещата отиват към сватба, но Грийн внезапно е разобличен. Оказва се, че истинското му име е Харолд Стантън и той е бил затворник в японски затвор в Банкок по време на Втората световна война. Няколко другари на Хал решават да избягат, но Хал ги предава на японците, които безмилостно убиват затворниците. След войната Хал е изправен пред военен трибунал, където се опитва да обясни действията си с това, че при успешно бягство японците са щели да екзекутират всеки втори от останалите военнопленници и много повече хора да загинат. Затова Стантън предава няколко души на японците, като избра по-малката от двете злини. Но съдът не приема обяснението му и го изгонва позорно от армията. Научавайки за това, семейство Фокнър прекъсва всички отношения със Стантън и той заминава за Лондон, а скоро Катрин ражда детето им – Катрина. Крехко момиче с астма, Катрина е отгледана в имението от строгата си майка.
Двадесет години по-късно Катрина Фокнър умира и Катрина научава от семейния адвокат, че баща ѝ не е мъртъв. Решавайки да намери баща си, Катрина отива в Лондон. Там момичето намира Джеймс Стантън, брат на баща ѝ. Първоначално той отказва да общува с племенницата си, но Джеймс скоро признава, че адвокатът на семейство Стантън в Банкок може да знае къде е Хал. В Лондон Катрина среща млад, красив американец, Арки Раган, който я кани да пътува с него обратно до Австралия през Гоа. В Гоа Арки тайно взема пратка с наркотици и я скрива в калъф за фотоапарат, който дава на Катрина като подарък. Момичето решава да отиде в Банкок, за да говори с адвоката на семейство Стантън. Арки категорично се противопоставя на пътуването през Тайланд, но Катрина настоява. В Банкок семейният адвокат Ричард Карлайл не желае да помогне на Катрина да се срещне с баща си. Разочарованата Катрина тръгва към Австралия, но на летището в Банкок откриват наркотиците в багажа ѝ и Катрина е арестувана. Арки бързо се качва на самолета и отлита, оставяйки Катрина на произвола на съдбата.
Епизод втори
Арестуваната Катрина е обвинена в контрабанда на наркотици, което се наказва със смърт в Тайланд. Момичето е изпратено за предварително задържане в ужасния затвор Лонгжао, който подигравателно се нарича „Бангкок Хилтън“. Именно в този затвор Хал е бил държан в плен от японците. Катрина има големи трудности да оцелее в нечовешките условия на този затвор, но затворничка на име Манди ѝ помага. Манди и нейният умствено изостанал брат Били са арестувани за контрабанда на наркотици и сега чакат съдебен процес. Използвайки самоделен дървен ключ, Манди редовно се промъква в мъжката част на затвора през улея за боклук, за да посети брат си. По време на посещението на Карлайл, Катрина го моли да даде дневника на майка ѝ на баща ѝ, с надеждата да се срещне с него. След като прочита дневника, Хал Стантън идва в затвора на среща, но се представя на момичето като Бил Уортингтън, асистентът на Карлайл. По време на разговора момичето решително отрича вината си, а Карлайл и Стантън се ангажират да я защитават в съда. Карлайл откровено казва на Стантън, че е безполезно да се надяват на справедливост и адвокатските трикове няма да помогнат. Единственият шанс да спасят Катрина от сигурна смърт е да намерят Арки Раган.
Епизод трети
Стантън започва издирването на изчезналият Арки Раган, но той се оказва професионален престъпник, който всеки път сменя фамилията и паспорта си. Стантън намира момиче, на което Арки е дал същия куфар, но тя си счупва крака преди да отлети за Индия и Арки я изоставя. Стантън намира хотел в Гоа и открива, че Арки е идвал там няколко пъти с различни момичета, които е използвал като куриери за транспортиране на наркотици. Стантън почти настига престъпника на летището, но Раган отново избягва.
Манди и Били, които се признават за виновни, са осъдени на смърт и застреляни. Съдът признава Катрина за виновна по член 65, част 12 за транспортиране на хероин с намерение да го разпространява и я осъжда на смърт. Единственият шанс да се спаси живота на Катрина е тя да избяга. Стантън си спомня, че затворниците, които той предава преди четиридесет години, са планирали да избягат през изкопани тунели и подземни тунели. Стантън спекулира, че тъй като войната е приключила толкова скоро след неуспешното бягство, японците вероятно не са имали време да запълнят тунела. Стантън дава на Катрина подробна схема на сградата на затвора с указания. Подкупвайки надзирателя, Катрина получава достъп до вещите на Манди и намира дървения ключ за вратата на мъжката част на затвора. През нощта Катрина следва пътеката, която веднъж ѝ е показала Манди, след което се отправя към лазарета, където, ръководена от плана, открива и разкопава блокирания тунел. Карлайл и Стантън чакат на лодката на входа на подземието, Стантън слиза в наводнения тунел и изважда Катрина. На летището митничарят досажда на Катрина с въпроси защо тя отлита два дни след пристигането си, на което Хал Стантън отговаря, че момичето е дошло да го посети и той е нейният баща. Шокирана, Катрина едва стига до самолета.
След известно време Арки пристига в Гоа с друго момиче, но Хал Стантън вече го чака в хотела. Катрина и баща ѝ се срещат с момичето и ѝ обясняват всичко. Когато Арки тръгва да „гледа изгрева“, момичето информира полицията и Раган е арестуван с торба, пълна с хероин. Арки е с белезници, воден от полицаи, когато вижда наблизо Катрина с тъмни очила и разбира, че това е нейно дело. На финала щастливата Катрина и баща ѝ се разхождат прегърнати по плажа.

## Актьорски състав
| Актьор           | Роля                                                                                 |
| ---------------- | ------------------------------------------------------------------------------------ |
| Никол Кидман     | Катрина Стантън – австралийско момиче фотографка                                     |
| Денъм Елиът      | Харолд Стантън – бивш офицер от британската армия и баща на Катрина                  |
| Хюго Уивинг      | Ричард Карлайл – адвокат и приятел на Харолд                                         |
| Джой Смитърс     | Манди Енгелс – момиче, което е задържано за контрабанда на наркотици                 |
| Ноа Тейлър       | Били Енгелс – слабоумен брат на Манди, който е арестуван за контрабанда на наркотици |
| Джером Елерс     | Арки Раган – приятел на Катрина и наркодилър                                         |
| Норман Кей       | Джордж Макнеър – ръководител на фирмата, в която Харолд Стантън работи               |
| Джуди Морис      | младата Катрин Фокнър – любовница на Харолд Стантън                                  |
| Герда Никълсън   | възрастната лейди Катрин Фокнър – майката на Катрина Стантън                         |
| Люис Фиандър     | Джеймс Стантън – брат на Харолд Стантън                                              |
| Полин Чан        | Кан – красива надзирателка в затвора                                                 |
| Рик Картър       | полицейски детектив Кинг                                                             |
| Тан Чандравиродж | полицейски майор Сара                                                                |
| Винсънт Бол      | британско аташе                                                                      |

## Снимачен процес
- Сценаристът Тери Хейс взема за основа на бъдещия сериал история, свързана с контрабандата на наркотици, добавяйки към нея романтична линия – дъщеря търси и намира баща си, който трябва да я спаси от смъртта. Истинската история се развива през 1986 г., когато британецът Кевин Барлоу и австралиецът Браян Чембърс са задържани в Малайзия за транспортиране на 141,9 г хероин. По това време Малайзия приема по-строги наказания за наркопрестъпления и Барлоу и Чембърс са осъдени на смърт съгласно новите закони. Въпреки многобройните молби и петиции от семействата на осъдените до малайзийските и британските власти, съдът не отменя решението си и Барлоу и Чембърс са обесени на 7 юли 1986 г.
- Сериалът е заснет в продължение на 13 седмици, започвайки през март 1989 г.
- Снимките са проведени в Сидни (Австралия), Тайланд, Индия и Обединеното кралство. Повечето от местата са заснети в Сидни. Бившата болница в Сидни „изобразява“ имението на фамилията Фокнър. По-късно имението е „транспортирано“ в селски район на Нов Южен Уелс с помощта на CGI. Сцените в Тайланд са заснети предимно в студиото на Кенеди Милър в Сидни, с изключение на сцените на бягство от болницата в затвора в последния епизод. Сцените на бягството са заснети в Сидни в изоставена част на болницата Mater Misericordiae. Допълнителни места за заснемане са хотел Royal Orchid Sheraton в Банкок, курорта Cidade de Goa в Гоа и летищата в Банкок, Гоа и Лондон.
- Има няколко редакторски версии на поредицата за разпространение в различните страни по света. Оригиналната австралийска версия през 1989 г. се състои от 3 двучасови епизода (включително рекламно време). Общата продължителност е приблизително 4,5 часа. Същата версия е показана в САЩ по TBS през 1991 г. През 2000 г. сериалът е издаден във Великобритания на две DVD-та. Всеки епизод е съкратен наполовина, което довежда до 3 епизода на всеки диск. Недостатъкът на тази версия е липсата на субтитри за много от сцените в Тайланд. Нелицензираната версия на сериала е съкратена още повече и общата дължина на цялата серия е само 90 минути или една трета от оригиналната версия. Последното DVD издание, издадено в Австралия през 2005 г., се състои от 3 епизода. Изображението е силно изрязано отгоре и отдолу (от 1,33:1 до 1,78:1), тъй като е предназначено за телевизори с широка разделителна способност. За това издание са създадени нови начални и заключителни надписи, а финалната сцена, по време на която започват да се появяват надписите, е монтирана наново.
- Това е най-високо оцененият минисериал в света през 1989 г.
- По време на снимките на телевизионния сериал, в Банкок функционира хотел Hilton International Bangkok at Nai Lert Park, открит през 1983 г. Сериалът изрично заявява, че сюжетът няма нищо общо с този хотел, а съвпадението на имената е просто случайност. Хотелът е преименуван и вече се нарича Mövenpick BDMS Wellness Resort Bangkok.